# 热讷-隆格菲
热讷-隆格菲（法語：Gennes-Longuefuye，法語發音：[ʒɛn lɔ̃ɡfɥi]）是法国马耶讷省的一个市镇，属于贡捷堡区。该市镇于2019年由原市镇格莱兹河畔热讷和隆格菲合并而成，行政中心位于格莱兹河畔热讷。

## 地理
热讷-隆格菲（47°51'14"N, 0°36'30"W）面积40.29 平方千米，位于法国卢瓦尔河地区大区马耶讷省，该省份为法国西北部内陆省份，北起芒什省和奧恩省，西接伊勒-维莱讷省，南至曼恩-卢瓦尔省，东临萨尔特省。
与热讷-隆格菲接壤的市镇（或旧市镇、城区）包括：马耶讷河畔贡捷堡、弗罗芒蒂耶尔、吕耶-弗鲁瓦丰、圣夏尔拉福雷、格雷昂布埃尔、比耶内莱维拉日、沙特兰。
热讷-隆格菲的时区为UTC+01:00、UTC+02:00（夏令时）。

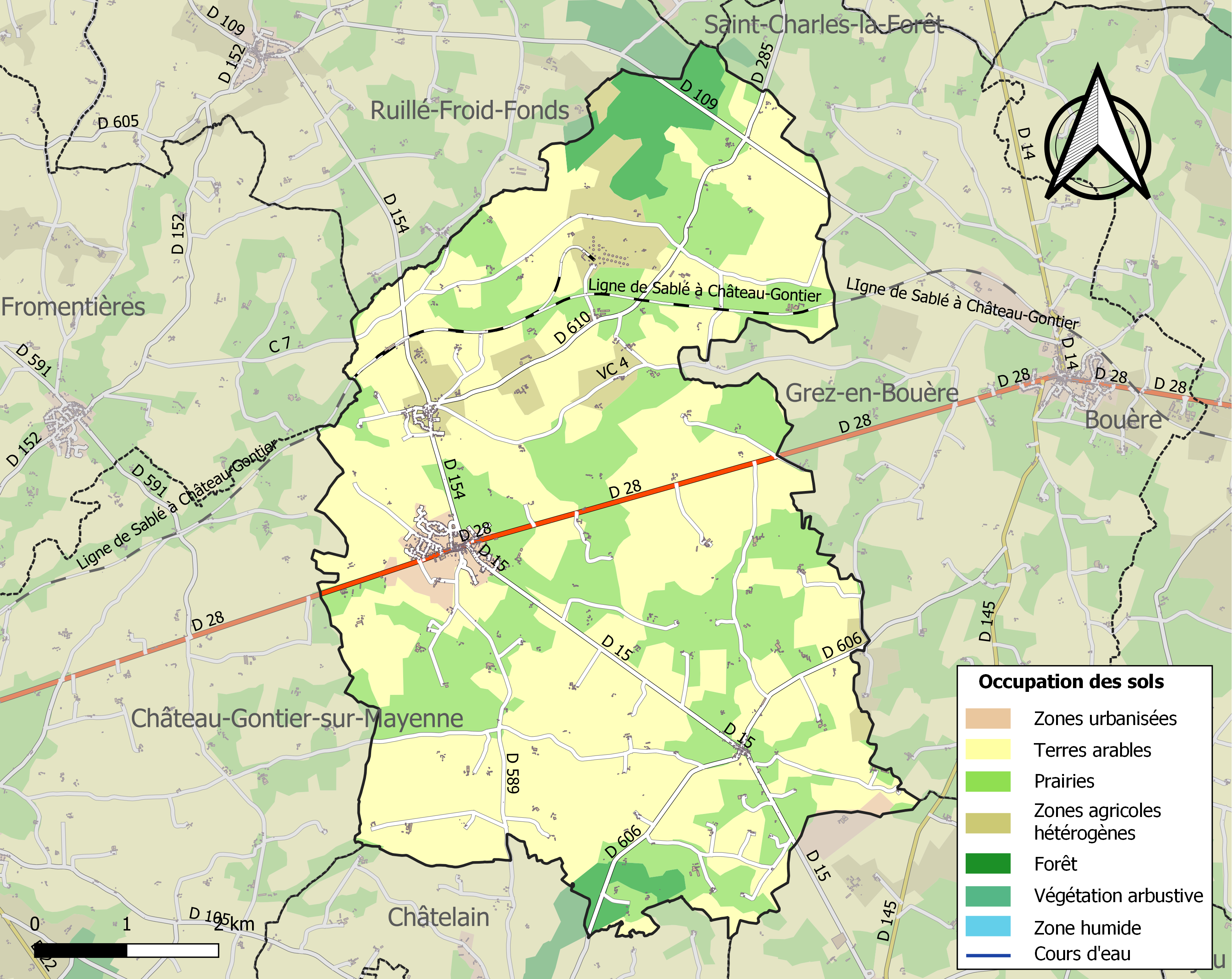
热讷-隆格菲的OSM定位图

## 行政
热讷-隆格菲的邮政编码为53200，INSEE市镇编码为53104。

## 政治
热讷-隆格菲所属的省级选区为马耶讷河畔贡捷堡第一县。

## 人口
热讷-隆格菲于2022年1月1日时的人口数量为1351人。